# 黃純
黃純（14世紀—15世紀），字粹衷，號默庵，南直隸滁州全椒縣人，明朝政治人物。

## 生平
黃純是永樂十五年（1417年）丁酉科應天鄉試舉人，十六年（1418年）戊戌科會試中副榜，授輝縣教諭，調任蒲圻教諭，嚴明教育士子。宣德九年（1434年）少師蹇義選任七十人入值文淵閣，黃純膺選，十年（1435年）超陞兵科給事中，正統十年（1445年）外任江西僉事提督學校，其德行和文章都獲時人推崇，被認為是王昱、陳燧再世，在任內去世，入祀鄉賢祠。

## 家族
子黃。

## 引用
1. ↑  《明宣宗章皇帝實錄·卷八》：（宣德十年八月丙辰）擢教諭黃純、徐維超，訓導婁昇為行在各科給事中。
2. ↑  《明英宗睿皇帝實錄·卷一百二十七》：（正統十年三月癸卯）陞……給事中黃純為江西僉事提調學校……
3. ↑  《古今圖書集成·明倫彙編·氏族典·第二百八十六卷》：黃純 按《萬姓統譜》 純字粹衷，滁州人。永樂丁酉鄉試，明年舉乙榜，歷輝縣、蒲圻教諭。秩滿赴部，超拜兵科給事，尋陞江西僉憲，奉敕提學。德行文章，為時推重。
4. ↑  同治《蒲圻縣志·卷六·名宦》：黃純，字粹衷，直隸全椒人，永樂十五年舉鄉貢，初任輝縣教諭，改調蒲圻，持己剛毅，施教嚴明，拜兵科給事中，轉江西僉事提督學校。
5. ↑  民國《全椒縣志·卷十·人物志一》：黃純，字粹衷，號默庵，永樂間舉人，中會試乙榜，厯輝縣、蒲圻教諭，宣德九年少師蹇義合選文學之士于文淵閣，得七十人，純膺首選。擢兵科給事中，疏陳時務皆中竅要，陞江西提學僉事，以文學行義，為時冠冕，被教者皆成名士，江右翕然以為王昱、陳燧再見，卒於官，祀鄉賢。